# Brzozówka Koronna
Brzozówka Koronna is een plaats in het Poolse district  Białostocki, woiwodschap Podlachië. De plaats maakt deel uit van de gemeente Czarna Białostocka en telt 50 inwoners.